# ده تل
 ده تل  قرية كبيرة تتبع لـالبلدة المركزية (بالفارسية: بخش مركزى ) من توابع مدينة بستك وتقع في محافظة هرمزگان في جنوب إيران. إحدى قرى « إقليم گودة».

## السكان
يبلغ عدد سكان هذه القرية حسب تعداد السكان لعام 2006 للميلاد، (1425) نسمه تشكل (293 عائلة)، من أهل السنة والجماعة وعلى المذهب الشافعي. الفارسية باللهجة المحلية، القرية بها مسجد، وعوبرك لحفظ مياه الأمطار، إذا سالت الأودية أيام هطول الأمطار الموسمية. وحوالى 200 نخلة مثمرة.

## مهنة السكان
يمتهنون بمهنة الزراعة وتربية المواشي والأغنام.

## وصلات خارجية
- التقسيمات الإدارية لمحافظة هرمزگان